# Gyula Károlyi
Gyula Károlyi de Nagykároly (7. května 1871 Baktalórántháza – 23. dubna 1947 Budapešť) byl maďarský politik. V letech 1931–1932 byl premiérem Maďarska. Vedl též protirevoluční vzdorovládu v Segedíně během Maďarské republiky rad.

## Život
Narodil se ve vlivné šlechtické rodině. Jeho děd György Károlyi byl jedním ze zakladatelů Maďarské akademie věd, otec Tibor Károlyi byl v letech 1898 až 1900 předsedou sněmovny magnátů a jeho bratranec Mihály Károlyi se stal prvním premiérem a prezidentem Maďarské republiky. Gyula studoval právo na Budapešťské univerzitě, též na univerzitách v Berlíně a Bonnu, ale nakonec nedostudoval. Po návratu domů vstoupil do maďarské politiky a stal se členem sněmovny magnátů. V letech 1906 až 1910 byl aradským županem. Poté odešel z politiky a začal hospodařit na obrovském rodinném panství. V roce 1915 se stal členem Maďarské akademie věd. Po vypuknutí první světové války se dobrovolně přihlásil do armády a bojoval na východní frontě jako poručík husarů. Po válce se vrátil na své panství.
Když 21. března 1919 vznikla komunistická Maďarská republika rad, mnoho významných maďarských politiků emigrovalo do Vídně, aby se nestalo obětí vypuknuvšího rudého teroru. Gyula Károlyi zůstal ve vlasti a v Aradu vytvořil protirevoluční vládu. V květnu Arad obsadila intervenující rumunská armáda. Rumuni Károlyiho internovali, stejně jako řadu jeho ministrů. Po propuštění odešel do Segedínu, který ovládala francouzská armáda. Károlyi zde reorganizoval svou vládu. Dvě protikomunistická mocenská centra, Vídeň a Segedín, měla rozpory, ale sladila svou práci v zájmu společného cíle. Károlyiho ministrem války byl admirál Miklós Horthy, který zřídil Národní armádu, s jejíž pomocí později získal v Maďarsku moc jako regent. Během této doby se Horthy a Károlyi velmi spřátelili. Nicméně po porážce komunistů Károlyi na rozdíl od Horthyho odešel z politiky.
Po trianonské smlouvě jeho rodina ztratila panství v kraji Arad. Hospodařil pak v župách Szabolcs a Szatmár. Do politiky se vrátil až v roce 1927, kdy se stal členem obnovené sněmovny magnátů. V roce 1930 se stal ministrem zahraničních věcí v kabinetu Istvána Bethlena. Bethlen se 19. srpna 1931 vzdal funkce premiéra, protože v situaci velké hospodářské krize se mu nechtělo zavádět nepopulární opatření. Regent Horthy pak do této funkce jmenoval Károlyiho a aby mohl prosadit razantní opatření, přijal souběžně i funkci ministra financí a ministra práce a sociálních věcí. Nový kabinet byl ustanoven 24. srpna 1931, ale ministři se příliš nezměnili. V Maďarsku se ekonomická katastrofa projevila jako vleklá agrární a úvěrová krize. Zemědělské produkty tvořily větší část maďarského exportu, ale jejich ceny klesly na světovém trhu o 50—70 %. Situace rolníků se stala hrozivou. Károlyi se rozhodl pro snižování státních výdajů. Ministerstvo financí snížilo platy státním zaměstnancům: železničářům, pošťákům, úředníkům, vojákům, četníkům, příslušníkům říčních vojsk a celníkům. Byly sníženy sociální dávky a důchody. To pochopitelně vedlo k vlně nespokojenosti, již jen málo otupovala Károlyiho gesta, když třeba zakázal všem ministrům používat státní auta. Když Szilveszter Matuska 13. září 1931 vyhodil do povětří část mostu Biatorbágy u Budapešti, vyhlásil Károlyi stanné právo. Ačkoli Matuskův čin nebyl zřejmě politicky motivovaným terorismem (obvykle se uvažuje o sexuální motivaci), Károlyi této tragédie využil k uvěznění mnoha komunistů. Komunističtí vůdci Imre Sallai a Sándor Fürst byly v roce 1932 dokonce popraveni. Politickou krizi to ale nevyřešilo. Opozice požadovala rozšíření volebního práva a účinnější ochranu pracujících, zatímco agrární lobby ochranu zemědělců, na niž vláda neměla prostředky. Tváří v tvář rostoucí nespokojenosti Károlyi 21. září 1932 rezignoval a nahradil ho krajně pravicový radikál Gyula Gömbös.
Károlyi odešel z politiky a vrátil se hospodařit na svá panství. Zůstal nicméně členem horní komory a také Horthyho vnitřní rady. V roce 1936 se stal tajným radou. Během své politické kariéry protestoval proti všem formám antisemitismu. Na protest proti druhému židovskému zákonu se v roce 1939 vzdal všech svých funkcí i členství v horní komoře parlamentu. Ostře kritizoval i německou orientaci maďarské politiky. Během druhé světové války podporoval politiku Miklóse Kállaya, který se snažil navázat kontakt se západními Spojenci.